# Prescott (jądro procesora)
Prescott – jądro procesora stworzone przez firmę Intel, wykorzystywane do budowy procesorów tejże firmy. Stosowane jest w procesorach: Pentium 4, Xeon, Pentium D oraz Pentium D Extreme Edition. Procesory zbudowane na podstawie jądra Prescott obsługują instrukcje takie jak: SSE2, SSE3 oraz technologie takie jak Hyper-Threading, Speed-Step.
Jądro pracuje z magistralami systemowymi 800 MHz, 1066 MHz, a komunikuje się z płytą główną za pośrednictwem gniazda LGA 775 lub Socket 478. Występują także dwa modele procesorów z jądrem Prescott, ale o magistrali 533 MHz – Pentium 4 2,4 A i 2,8 A.
Dużą wadą procesorów opartych na tym typie jądra jest znaczący pobór mocy oraz bardzo szybkie nagrzewanie się samego układu.
W lipcu 2005 roku firma Intel podpisała umowę z firmą Apple, dotyczącą wyposażenia przyszłych linii komputerów Macintosh w procesory oparte na jądrze Prescott.